# Szürkenyakú erdeiguvat
A szürkenyakú erdeiguvat (Aramides cajaneus) a madarak (Aves) osztályának darualakúak (Gruiformes) rendjébe, ezen belül a guvatfélék (Rallidae) családjába tartozó faj.

## Rendszerezése
A fajt Philipp Ludwig Statius Müller német zoológus írta le 1776-ban, a Fulica nembe Fulica Cajanea néven.

## Alfajai
- Aramides cajanea albiventris[2] Lawrence, 1868 vagy Aramides albiventris[1]
- Aramides cajaneus avicenniae Stotz, 1992
- Aramides cajaneus cajaneus (Statius Muller, 1776)
- Aramides cajaneus latens Bangs & T. E. Penard, 1918
- Aramides cajaneus mexicanus Bangs, 1907
- Aramides cajaneus morrisoni Wetmore, 1946
- Aramides cajaneus pacificus W. Miller & Griscom, 1921
- Aramides cajaneus plumbeicollis Zeledon, 1888
- Aramides cajaneus vanrossemi Dickey, 1929

## Előfordulása
Costa Rica, Panama, Argentína, Bolívia, Brazília, Kolumbia, Ecuador, Francia Guyana, Guyana, Paraguay, Peru, Suriname, Uruguay és Venezuela területén honos.
Természetes élőhelyei a szubtrópusi és trópusi síkvidéki esőerdők, mangroveerdők és mocsári erdő, mocsarak, lápok, folyók és patakok környékén. Állandó, nem vonuló faj.

## Megjelenése
Testhossza 40 centiméter és testtömege 350-466 gramm. A feje és begyének a felső része szürkék; míg a begy alsó fele narancssárgás-gesztenyebarna. A hasi része és a farokalatti része feketék. A szárnyainak a felső felei olajzöldek. A hím valamivel nagyobb a tojónál.

## Természetvédelmi helyzete
Az elterjedési területe rendkívül nagy, egyedszáma viszont csökken, de még nem éri el a kritikus szintet. A Természetvédelmi Világszövetség Vörös listáján nem fenyegetett fajként szerepel.